# Charta für die Industriekultur
Die Charta für die Industriekultur ist ein grundlegendes Dokument für den Umgang mit Themen der Industriekultur und der Industriearchäologie. Die Charta (Englisch: The Nizhny Tagil Charter for the Industrial Heritage) wurde im Jahr 2003 von der Industriekulturorganisation TICCIH auf ihrer Delegiertenversammlung in der russischen Stadt Nischni Tagil verabschiedet.

## Richtlinien
Die Charta für Industriekultur stellt fest, dass für die Kenntnis der Kulturgeschichte auch den archäologischen und baulichen Relikte der technischen Innovationen eine große Bedeutung zukommt und dass solche Hinterlassenschaften deshalb zu den universellen Kulturgütern zu zählen und demzufolge als Geschichtszeugen zu bestimmen, zu erforschen und zu erhalten sind.
Die Industriekultur umfasst materielle Überreste und Quellen, die für die technische und soziale Entwicklung der Gemeinschaften und für die diesbezügliche wissenschaftliche Forschung relevant sind.
Zum Industriekulturerbe zählt die Charta Schauplätze der Wirtschafts- und Technikgeschichte, Anlagen und Werkgebäude, Orte und Einrichtungen zum Abbau von Rohstoffen und zur Gewinnung und Verteilung von Energie, Lager- und Handelsplätze und Siedlungen mit einem direkten Bezug zu wirtschaftlichen Aktivitäten.
Mit der Charta forderte TICCIH alle Staaten dazu auf, in ihren Territorien die wichtigen landschaftlichen und architektonischen Zeugen der Industriegeschichte zu beschreiben und unter Schutz zu stellen. In einem nächsten Schritt war geplant, herausragende technikgeschichtliche Monumente in den Kulturerbe-Verzeichnissen der UNESCO aufführen zu lassen.
Durch die Ausbildung von Fachleuten in Industriekultur, die Gründung zuständiger Fachinstitutionen und mit didaktischen Aktivitäten sollten die Staaten den dauerhaften Unterhalt der Technikdenkmäler sichern.

## Regionale Aktivitäten
Die Konferenz «Industriekultur 2020. Positionen und Visionen für Nordrhein-Westfalen» verabschiedete am 11. November 2011 in Dortmund die Charta Industriekultur NRW 2020 zum Schutz der Industriekulturgüter in Nordrhein-Westfalen.